# 小姐！請你給我愛
《小姐！請你給我愛》，日本樂團橘子新樂園的第11張單曲，2005年6月8日發行。

## 簡介
在前作《愛的大行進》之後僅兩週就發行的單曲。而《Love Parade》發行後在Oricon公信榜連續兩個星期佔據冠軍位置，之後《小姐！請你給我愛》也順利登頂，因而形成了罕見的Oricon三週連霸的局面。
是KATCHAN退團前的最後一張單曲。
以歡樂的夏日和「泡妞」為主題，HIROKI說這首歌描寫「在西班牙的盛夏印象」。
被用作大塚飲料「MATCH」的電視廣告歌曲。

## 收錄曲目
1. 小姐！請你給我愛（お願い!セニョリータ）
2. 熱帶NIGHT（ねったいナイト）
3. 是！MOSHI MOSHI…是夏天！（はい!もしもし…夏です!）